# Vietetropis viridis
Vietetropis viridis là một loài bọ cánh cứng trong họ Cerambycidae.